# Gehad Grisha
Gehad Zaglol Grisha (ur. 29 lutego 1976 roku w Kairze) – egipski sędzia piłkarski. Od 2008 roku sędzia międzynarodowy.
Grisha znalazł się na liście 35 sędziów Mistrzostw Świata 2018.

## Sędziowane mecze Mistrzostw Świata 2018
| Mecz            | Data       | Miejsce                          | Runda        | Wynik | Żółta kartka | Czerwona kartka |
| --------------- | ---------- | -------------------------------- | ------------ | ----- | ------------ | --------------- |
| Anglia – Panama | 24.06.2018 | Stadion Striełka, Niżny Nowogród | Faza grupowa | 6:1   | 4            | 0               |